# 徐城县
徐城县，中国古县名。
隋朝开皇十八年（598年）改高平县置，治所在今江苏省泗洪县东南城头乡大徐台附近，属泗州。大业四年（608年）移治今泗洪南临淮。北宋建隆二年（961年）废为镇。 